# ジミー・ヘイスティングス
ジミー・ヘイスティングス（Jimmy Hastings、1938年5月12日 - 2024年3月18日）は、カンタベリー・ロックに関わってきたイギリスのプロ・ミュージシャンである。
ヘイスティングスはスコットランドのアバディーンで生まれた。キャラヴァンでは弟であるパイ・ヘイスティングスと一緒に演奏しており、ソフト・マシーン、ハットフィールド・アンド・ザ・ノース、ナショナル・ヘルス、ブライアン・フェリー、トラピーズ、クリス・スクワイアなどと共演したことがある。ハンフリー・リトルトンの8人組ジャズ・バンドで、アルトサックス、クラリネット、フルートを演奏した。
2024年3月18日に死去。85歳没。

## ディスコグラフィ
リーダー・アルバム
- Point of Intersection (1986年) ※with John Horler

キャラヴァン
- 『キャラヴァン・ファースト・アルバム』 - Caravan (1968年)
- 『キャラバン登場』 - If I Could Do It All Over Again, I'd Do It All Over You (1970年)
- 『グレイとピンクの地』 - In the Land of Grey and Pink (1971年)
- 『ウォータールー・リリー』 - Waterloo Lily (1972年)
- 『夜ごとに太る女のために』 - For Girls Who Grow Plump in the Night (1973年)
- 『キャラヴァン&ニュー・シンフォニア』 - Caravan and the New Symphonia (1974年) ※ライブ
- 『ロッキン・コンチェルト』 - Cunning Stunts (1975年)
- 『聖ダンスタンス通りの盲犬』 - Blind Dog at St. Dunstans (1976年)
- 『ヘイスティングスの戦い』 - The Battle of Hastings (1995年)

ハットフィールド・アンド・ザ・ノース
- 『ザ・ロッターズ・クラブ』 - The Rotters Club (1975年)

ナショナル・ヘルス
- 『ナショナル・ヘルス』 - National Health (1978年)
- 『オブ・キューズ・アンド・キュアーズ』 - Of Queues And Cures (1978年)

ソフト・マシーン
- 『3』 - Third (1970年)
- 『4』 - Fourth (1971年)

トッド・ディリンガム
- The Wilde Canterbury Dream (1992年)

トラピーズ
- 『連動』 - You Are the Music...We're Just the Band (1972年)
- The Final Swing (1973年) ※コンピレーション